# إيزابيل أتكينسون
إيزابيل أتكينسون هي عالمة اجتماع كندية، ولدت في 1891، وتوفيت في 1968.